# Giro di Campania 1964
Il Giro di Campania 1964, trentaduesima edizione della corsa, si svolse il 25 marzo 1964 su un percorso di 236 km. La vittoria fu appannaggio dell'italiano Vito Taccone, che completò il percorso in 6h11'30", precedendo i connazionali Italo Zilioli e Michele Dancelli.
Sul traguardo di Napoli 43 ciclisti, su 102 partiti dalla medesima località, portarono a termine la competizione. 

## Ordine d'arrivo (Top 10)
| Pos. | Corridore           | Squadra   | Tempo    |
| ---- | ------------------- | --------- | -------- |
| 1    | Vito Taccone        | Salvarani | 6h11'30" |
| 2    | Italo Zilioli       | Carpano   | s.t.     |
| 3    | Michele Dancelli    | Molteni   | s.t.     |
| 4    | Graziano Battistini | I.B.A.C.  | s.t.     |
| 5    | Antonio Bailetti    | Carpano   | a 45"    |
| 6    | Renato Pelizzoni    | Ignis     | s.t.     |
| 7    | Guido Neri          | Molteni   | s.t.     |
| 8    | Franco Cribiori     | Gazzola   | s.t.     |
| 9    | Jaume Alomar        | Cité      | s.t.     |
| 10   | Guido Carlesi       | Gazzola   | s.t.     |